# Rosa odorata
Rosa odorata là loài thực vật có hoa trong họ Hoa hồng. Loài này được (Andrews) Sweet miêu tả khoa học đầu tiên năm 1818.